# W (film, 1974)
Pour les articles homonymes, voir W.
Pour plus de détails, voir Fiche technique et Distribution.
W (autres titres: I Want Her Dead ou W Is the Mark of Death) est un film américain réalisé par Richard Quine et sorti en 1974.

## Synopsis
Un assassin poursuit une femme, et signe toutes ses tentatives de meurtre d'un « W » ensanglanté.

## Fiche technique
- Titres alternatifs : I Want Her Dead ou W Is the Mark of Death
- Réalisation : Richard Quine
- Scénario : Gerald Di Pego, James Kelley
- Genre : Thriller[1] psychologique
- Producteur : 	Mel Ferrer
- Photographie : Gerald Hirschfeld
- Montage : Gene Milford
- Musique : Johnny Mandel
- Production : Bing Crosby Productions
- Distributeur : Cinerama Releasing Corporation
- Durée : 95 minutes
- Date de sortie : 27 juin 1974

## Distribution
- Twiggy : Katie Lewis
- Michael Witney : Ben Lewis
- Eugene Roche : Charles Jasper
- Dirk Benedict : William Caulder
- John Vernon : Arnie Felson
- Michael Conrad : Lt. Whitfield
- Alfred Ryder : Investigator